# 天線放大器
天线放大器是一種將天线上收到的小于60dB的微弱电视信号放大的設備。天线放大器主要是在远离电视发射塔的边远地区和山区使用。